# Bien jurídico
Bien jurídico hace referencia a los bienes, tanto materiales como inmateriales, que son efectivamente protegidos por el derecho, como por ejemplo la salud y la vida.

## Concepto
El concepto dogmático de bien jurídico, acuñado por Birnbaum a mediados del siglo XIX, se refiere a los bienes que son efectivamente protegidos por el Derecho. Esta concepción es demasiado abstracta y por ello no cumple con la función delimitadora del ius puniendi.
Según von Liszt, y bajo una concepción material del bien jurídico, su origen reside en el interés de la vida existente antes del Derecho y surgido de las relaciones sociales. El interés social no se convierte en bien jurídico hasta que no es protegido por el Derecho.
El concepto político criminal del bien jurídico trata de distinguir el bien jurídico de los valores morales, o sea trata de plasmar la escisión entre Moral y Derecho, que si bien a veces pueden coincidir en determinados aspectos, no deben ser confundidas en ningún caso. Esta concepción del bien jurídico es fruto de un Estado social y democrático de derecho, y dada su vertiente social, requiere una ulterior concreción de la esfera de actuación del Derecho penal a la hora de tutelar intereses difusos.
El Derecho penal tiene su razón de ser en un Estado social porque es el sistema que garantiza la protección de la sociedad a través de la tutela de sus bienes jurídicos en su calidad de intereses muy importantes para el sistema social y por ello protegibles por el derecho penal.